# Coeliccia chromothorax
Coeliccia chromothorax – gatunek ważki z rodziny pióronogowatych (Platycnemididae).